# Lithophane alaskensis
Lithophane alaskensis är en fjärilsart som beskrevs av Barnes 1928. Lithophane alaskensis ingår i släktet Lithophane och familjen nattflyn. Inga underarter finns listade i Catalogue of Life.